# Princesa de Ukok

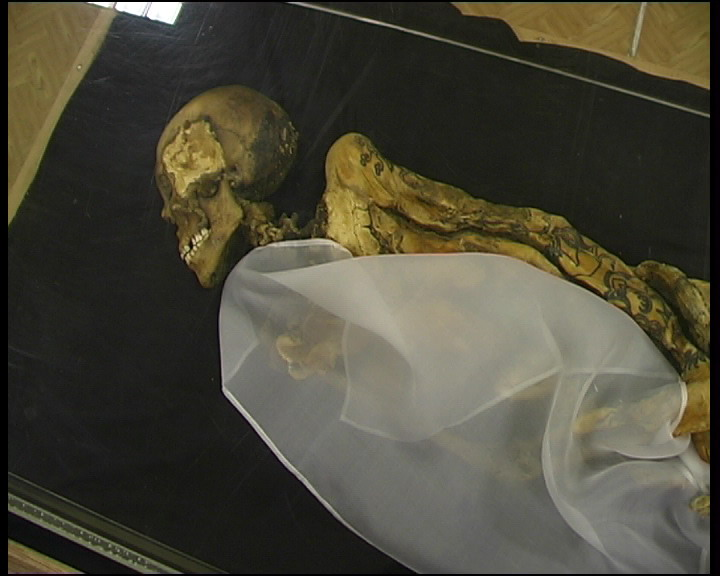
Momia de la Princesa de Ukok.

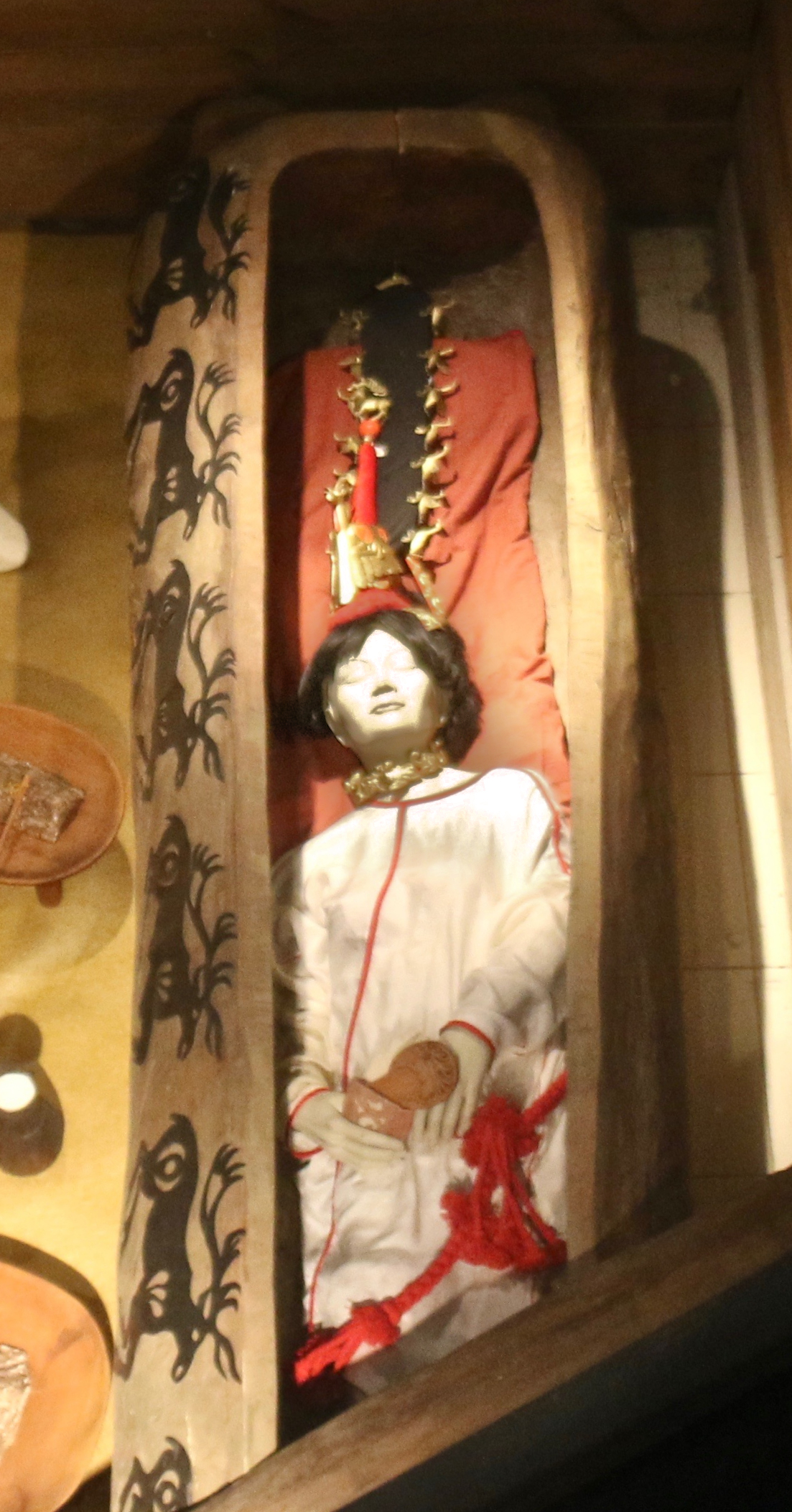
Princesa de Ukok

La Princesa de Ukok (del ruso: Принце́сса Уко́ка), también conocida como la Dama de hielo o como la Princesa de Altái (Алтайская принцесса en ruso), es una momia de una mujer del siglo V a. C., encontrada en 1993 en un kurgán de la cultura Pazyryk en la República de Altái, Rusia. Fue uno de los hallazgos arqueológicos rusos más importantes de finales del siglo XX. En 2012 fue trasladada a un mausoleo especial en el Museo Nacional Republicano de Gorno-Altaisk.

## Introducción
Los restos momificados de la "Princesa de Ukok", nombre dado por periodistas y residentes de Altái, son de una mujer escita que vivió en las estepas euroasiáticas en el siglo V a. C. y fueron encontrados intactos en una cámara funeraria subterránea. La arqueóloga Natalia Polosmak y su equipo descubrieron la momia en 1993, cuando era la investigadora principal en el Instituto ruso de arqueología y etnografía de Novosibirsk. Era la cuarta temporada de Polosmak trabajando en la meseta de Ukok, donde el instituto continuaba su investigación sobre la población primitiva del sur de Siberia.
La Princesa de Ukok es una exponente de la cultura Pazyryk que prosperó entre los siglos VI y II a. C., en la estepa siberiana. Su tumba fue hallada en la meseta de Ukok, cerca de la frontera con China, en lo que hoy es la República de Altái. La meseta, parte de las estepas euroasiáticas, se caracteriza por un clima árido y duro. En la actualidad, los pastores de Altái siguen llevando sus rebaños a la meseta durante el invierno porque el fuerte viento despeja el pasto y proporciona tierras de pastoreo para los animales a pesar de las temperaturas heladas.

## Descubrimiento y excavación

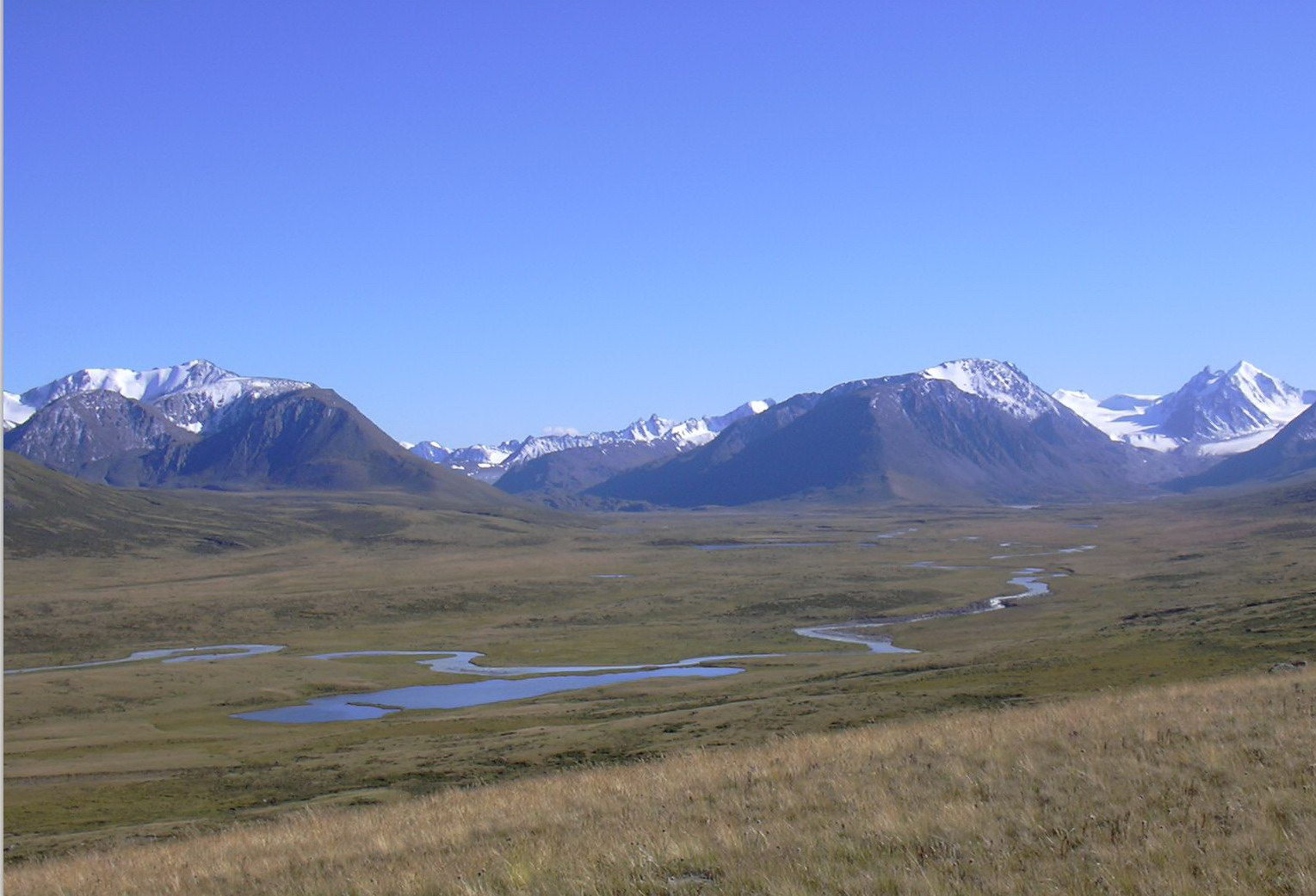
Meseta de Ukok

Polosmak y su equipo fueron guiados por un guardia fronterizo, el teniente Mikhail Chepanov, a un grupo de kurganes localizados en un territorio disputado por Rusia y China. Un kurgán es un túmulo funerario cubierto con un montículo de rocas. Por lo general, el montículo cubría la cámara funeraria, que contenía un cuerpo enterrado dentro de un ataúd de troncos, acompañado por objetos fúnebres. La cámara de la tumba de la Princesa de Ukok fue construida de esta manera, y la madera y otros materiales orgánicos presentes han permitido fechar su entierro. Una muestra del núcleo de los troncos de su cámara fue analizada por un dendrocronólogo, y muestras de materia orgánica del estómago de los seis caballos que se encontraron en la tumba fueron examinadas también, indicando que la momia fue enterrada en la primavera, en algún punto del siglo V a. C.
Antes de que Polosmak y su equipo llegaran a la cámara, se toparon con un segundo entierro más tardío en el mismo kurgán colocado encima del sepulcro de madera de la Princesa. El contenido consistía en un ataúd de piedra y madera que contenía un esqueleto, junto con tres caballos. Polosmak cree que este entierro secundario fue el de un grupo extranjero, quizás de pueblos subordinados, que consideraban honorable enterrar a sus muertos en kurganes Pazyryk.
Un hoyo excavado en el kurgan indicó que esta tumba posterior había sido saqueada. Debido a esta perforación, el agua y la nieve se filtraron dentro de la cámara funeraria de la Princesa de Ukok. El agua se congeló y formó un bloque de hielo dentro de la cámara que nunca se descongeló por completo debido al clima estepario, el permafrost y las rocas apiladas sobre el montículo que desviaban los rayos del sol. El contenido del entierro permaneció congelado durante 2400 años, hasta la excavación de Polosmak.

## Cámara sepulcral
En el interior de la cámara sepulcral de la Princesa estaba su ataúd, que estaba hecho de un tronco de madera de alerce macizo decorado con aplicaciones de cuero que representaban figuras de ciervos. La cámara también contenía dos pequeñas mesas de madera con cubiertas en forma de bandeja, que se utilizaban para servir comida y bebida. En las mesas se había puesto carne de caballo y de carnero; el residuo de un producto lácteo, tal vez yogur, se encontró en un recipiente de madera con una empuñadura y un agitador tallados y se le sirvió una bebida en una taza de cuerno para mantenerla en su viaje.
La Princesa de Ukok y sus caballos estaban orientados con la cabeza hacia el este, como en otros entierros Pazyryk. Tenía entre 20 y 30 años en el momento de su muerte. Las causas de la muerte de la Princesa de Ukok permanecieron desconocidas hasta 2014, cuando nuevas investigaciones sugirieron que el cáncer de mama, combinado con lesiones sufridas en una caída, era la causa más probable. El hallazgo de Cannabis en un contenedor cerca del cuerpo permitió suponer que esta droga se utilizó para aliviar los dolores crónicos de la mujer.
Se cree que pudo haber tenido un estatus elevado de sacerdotisa en su comunidad con base a los artículos encontrados en su cuarto. La piel preservada de la Princesa de Ukok tiene un tatuaje de ciervo de estilo animal en uno de sus hombros y otro en su muñeca y pulgar. Fue enterrada vestida con una blusa amarilla de seda tusor, una falda de lana de rayas carmesí y blanca con un cinturón de borlas, polainas de fieltro blanco hasta el muslo, con una piel de marta, un espejo pequeño hecho de metal pulido y madera con figuras de ciervo talladas, y un tocado de cabeza que medía casi un metro de alto. El tamaño del tocado requería un ataúd de ocho pies de largo. El tocado tenía una subestructura de madera con una cubierta de fieltro moldeado y ocho figuras felinas talladas cubiertas de oro. Había restos de semillas de cilantro en un plato de piedra que puede haber sido provisto para el uso medicinal de la Princesa.

## Controversia
La excavación se realizó con gran cuidado, aunque en algunos aspectos se ha considerado problemática, debido a los métodos utilizados para derretir el hielo y retirar los artefactos y el cuerpo del ataúd. La momia también sufrió deterioro durante el transporte desde el lugar de las excavaciones hasta el laboratorio y, aunque estaba en un ambiente refrigerado, este provocó que sus tatuajes se desvanecieran.
Se produjo una disputa entre las autoridades rusas y los habitantes de la zona, quienes reclamaron a la Princesa de Ukok y otros kurganes de Pazyryk. Durante 19 años después de su descubrimiento, fue mantenida principalmente en un instituto científico de Novosibirsk, pero en 2012, la momia fue devuelta a Altái, donde será conservada en un mausoleo especial en el Museo Nacional Republicano de la capital, Gorno-Altaisk. Desde entonces, las excavaciones en el lugar han sido prohibidas, aunque se cree que hay más artefactos dentro de la tumba.
Una reconstrucción del rostro de la Princesa de Ukok fue creada usando su cráneo, en conjunción con las medidas tomadas de los cráneos, rasgos faciales y el grosor de la piel de los habitantes de Altái actuales. La artista que creó la reconstrucción, Tanya Balueva, manifestó que la Princesa de Ukok "es un claro ejemplo de la raza caucásica sin rasgos típicamente mongoles". Sin embargo, Rima Eriknova, directora del Museo Regional de Altái, no estuvo de acuerdo y comentó: "Hicieron que la Princesa de Ukook fuera completamente europea".